# Журавлиная песнь (сказка)
Журавлиная песнь, Сынграу торна (баш. Сыңрау торна) — башкирская народная сказка.

## История
В сказке «Журавлиная песнь» отразились тотемистические представления башкир. Священными птицами у башкир были: журавль, лебедь, голубь, ворон и др.  
По мотивам сюжета сказки в 1944 году поставлен балет «Журавлиная песнь». Музыка З.Исмагилова и Л.Степанова. Либретто Файзи Гаскарова. В 1960 году снят фильм-балет «Журавлиная песнь».
В РБ проводится фестиваль башкирской культуры «Сыңрау торна» (досл. «Поющий журавль»).

## Сюжет
В древности среди зауральских башкир жил могучий батыр. Не было ему равного по силе, храбрости и уму. Батыр был прославленным кураистом и певцом. Батыр женился, жена родила ему сына. Став юношей, сын он во всем походил на отца и прославился игрой на курае. Решили сына женить. Однажды он со своим конём отправился в дом будущего тестя и оставил коня у дома.
Утром, когда джигит пришёл за конём, он услышал прекрасную мелодию и побежал в сторону звуков. Приблизившись, он стал наблюдать. На поляне играла стая серых журавлей. В центре стояла журавушка. Когда она взмахивала крыльями, то мелодично курлыкала. Все остальные присоединялись к ней и принимались кружиться.
Джигит запомнил мелодию, и чтобы не забыть, вскочил на коня и помчался в дом тестя. Спешившись, он взял курай и заиграл журавлиную песнь. Народ, услышав мелодию, решил, что она к большому сражению, в котором много людей погибнет. Так и случилось. Батыр собрал войско и был готов к битве. На землю его рода напали чужеземцы. Молодой батыр со своим войском победил врагов.
Джигита прозвали батыром страны. А напев, услышанный им от журавлей, с тех пор называется «Журавлиной песнью». Озеро, у которого было побоище, называют Яугуль. Оно находится в Баймакском районе Башкортостана.